# Robert Mathis
Pour les articles homonymes, voir Mathis.
(en) Statistiques sur pro-football-reference
Robert Nathan Mathis, né le 26 février 1981 à Atlanta (Géorgie), est un joueur américain de football américain qui évolue au poste d'outside linebacker avec les Colts d'Indianapolis.

## Biographie
Il est titulaire durant quatre ans au sein des Bulldogs de l'Université d'Alabama A&M, située dans une ligue mineure de NCAA.
Il est sélectionné par les Colts d'Indianapolis à la 138e position (cinquième tour) du Draft 2003.
Il se spécialise rapidement comme pass rusher, c'est-à-dire qu'il agit principalement en fonçant sur les quarterbacks adverses afin de mettre de la pression et de provoquer les sacks. S'il n'est pas titulaire durant sa première saison, il joue tous les matchs et compile 20 tackles, 3,5 sacks et 3 fumbles forcés. Il est par la suite de plus en plus utilisé par les Colts, et bien qu'il ne soit titulaire que durant un seul match en 2004, il enregistre 10,5 sacks et 6 fumbles forcés. La saison suivante, il parvient tout de même à obtenir 54 tackles, 11,5 sacks et 8 fumbles forcés en 13 matchs sans être titularisé une seule fois et devient le premier Colt à réaliser huit matchs de suite avec au moins un sack.
Avant la saison 2006, il signe une extension de contrat de 30 millions de dollars sur 5 ans, faisant de lui l'un des défenseurs les mieux payés à l'époque. Cette saison-là, il est titulaire pour la première fois durant l'ensemble des matchs de la saison, et il finit avec 65 tackles, 9,5 sacks et 4 fumbles forcés. Associé à Dwight Freeney, il devient l'un des atouts défensifs des Colts et les aide à remporter le Super Bowl XLI face aux Bears de Chicago.
Blessé en 2007 après un début de saison moyen, il revient en 2008 et compile 11,5 sacks et 5 fumbles forcés. Bien qu'il ne soit titulaire que pour deux matchs cette saison-là, ses bonnes statistiques lui permettent d'être sélectionné pour son premier Pro Bowl. En 2009, il réalise une nouvelle bonne saison, étant nommé pour la première fois Joueur défensif AFC du mois de novembre, et terminant avec 37 tackles dont 9,5 sacks et une nouvelle invitation au Pro Bowl.
Il prend une nouvelle dimension en 2010 : redevenant titulaire pour l'ensemble des matchs, il est de nouveau nommé Joueur défensif du mois (de septembre cette fois) et compile 60 tackles et 11 sacks et est encore une fois invité au Pro Bowl. Il reste titulaire durant les saisons 2011 et 2012 bien que sa production baisse quelque peu : il est néanmoins encore invité au Pro Bowl à la fin de ces deux saisons. Il enregistre tout de même sa première interception le 2 décembre 2012.
Après le départ de Freeney à la fin de la saison précédente, il devient l'une des pièces maîtresses du dispositif défensif des Colts pour la saison 2013. Cette saison est pour lui celle des records : lors de la 5e journée, il réalise le 100e sack de sa carrière, devenant le 30e joueur à réaliser cela. Lors de la 12e journée, il réalise son 40e fumble forcé après un sack, battant le record précédemment détenu par Jason Taylor. Nommé deux fois Joueur Défensif AFC du mois, en octobre et en décembre, il termine la saison avec 19,5 sacks, dépassant le record de franchise de 16 sacks détenu jusque-là par Freeney, et finit premier de toute la NFL en termes de sacks réalisés. Il est ainsi logiquement invité pour son sixième Pro Bowl. À la fin de saison 2016, il annonce sa retraite après une bague remportée et six Pro Bowl. Il finit sa carrière avec 122 sacks et est le 18e joueur avec le plus de sack de l'histoire de la NFL.